# ゴースト・イン・ザ・マシーン
『ゴースト・イン・ザ・マシーン』（Ghost in the Machine）は、1981年にリリースされたポリスの4作目のスタジオ・アルバム。
『ローリング・ストーン誌が選ぶオールタイム・グレイテスト・アルバム500』に於いて、323位にランクイン。

## 収録曲
表記の無い物はスティングの作曲
1. マテリアル・ワールド - Spirits in the Material World – 2:59
2. マジック - Every Little Thing She Does Is Magic – 4:22
3. インヴィジブル・サン - Invisible Sun – 3:44
4. ハングリー・フォー・ユー - Hungry for You (J'aurais Toujours Faim de Toi) – 2:53
5. 破壊者 - Demolition Man – 5:57
6. トゥ・マッチ・インフォメーション - Too Much Information – 3:43
7. リヒューマナイズ・ユアセルフ - Rehumanize Yourself (Copeland, Sting) – 3:10
8. ワン・ワールド - One World (Not Three) – 4:47
9. オメガマン - Omegaman (Summers) – 2:48
10. シークレット・ジャーニー - Secret Journey– 3:34
11. 暗黒の世界 - Darkness (Copeland) – 3:14

## 日本国内版
- 2003年に日本で発売されたリマスター版と紙ジャケット版はエンハンスドCDとしてリリースされ、エンハンスド領域には「マジック」のビデオが収録されている。

## 特記すべき曲
インヴィジブル・サン (Invisible Sun)
激化する北アイルランド紛争をテーマにした曲。
「北アイルランドでの対立を扱っている」と言う理由でBBCではビデオ・クリップが放送禁止になった。
破壊者 (Demolition Man)
ポリスがリリースした曲の中ではほぼ6分と一番長い曲である。スティングがグレイス・ジョーンズへ同年に提供した曲をロックアレンジでセルフカバーしたもの。後にシルヴェスター・スタローン＆ウェズリー・スナイプス主演の映画『デモリションマン』の主題歌としてスティングによるセルフカバーが録音・発売された。